# Cal Coix (Argentona)
Cal Coix és una masia d'Argentona (Maresme) inclosa a l'Inventari del Patrimoni Arquitectònic de Catalunya.

## Descripció
És una masia de tipus basilical, de teulada a dues vessants, aprofitant el cos central amb un pis més elevat destinat a golfes. Aquestes darreres ostenten a la finestra central un matacà de defensa, situat entre dues finestres. La casa té, a més de les golfes, planta baixa dividida en tres cossos perpendiculars a la façana, pis amb les cambres repartides entre els tres cossos de la façana principal i el central de la part posterior. A la façana, damunt el gran portal rodó dovellat, hi ha un gran finestral i un rellotge de sol a l'esquerra. La part de les obertures és treballada en pedra amb cornises senzilles, arrebossat i lliscat de calç.